# گیدو وستروله
گیدو وستروله (به آلمانی: Guido Westerwelle) (زاده ۲۷ دسامبر ۱۹۶۱ – درگذشته ۱۸ مارس ۲۰۱۶) یک سیاستمدار اهل آلمان بود که در دولت دوم آنگلا مرکل، به‌عنوان وزیر امور خارجه آلمان فعالیت می‌کرد. او دارای دکتری حقوق بود و از سال ۲۰۰۱ تا ۲۰۱۱ رهبری حزب دموکرات آزاد آلمان را به عهده داشت.
وی همچنین تا ماه مه ۲۰۱۱ معاون صدر اعظم آلمان آنگلا مرکل بود. وی در تابستان سال ۲۰۰۴ به‌طور رسمی همجنسگرا بودن خود را اعلام کرد.
او سال ۱۳۸۹ (۲۰۱۱) در ارتباط با آزادی دو خبرنگار آلمانی که در ایران در بازداشت بودند غیرداوطلبانه به ایران سفر کرد و در آنجا گرچه کشورهای غربی به دیدار با احمدی‌نژاد تمایلی نداشتند، با احمدی‌نژاد دیدار کرد.
گیدو وستروله برای سال‌های متمادی رئیس حزب لیبرال دمکرات‌های آلمان بود.
وی از سال ۲۰۰۹ تا ۲۰۱۱ قائم مقام صدراعظم و از سال ۲۰۰۹ تا ۲۰۱۳ نیز وزیر خارجه آلمان بود.
در ژوئن سال ۲۰۱۴ پزشکان ابتلای بیماری وستروله را سرطان خون تشخیص دادند. از اواخر ماه نوامبر ۲۰۱۵ به دلیل وخامت وضع جسمانی، وی در بیمارستانی در شهر کلن بستری شد. گیدو وستروله در تاریخ ۱۸ مارس ۲۰۱۶ در سن ۵۴ سالگی پس از یک دوره طولانی بیماری و مبارزه با سرطان در شهر کلن آلمان درگذشت.